# رمضان جمعه‌زاده
رمضان جمعه‌زاده (زاده ۱۳۵۷ ولسوالی شیبر ولایت بامیان) سیاستمدار افغانستان و نماینده مردم ولایت کابل در دوره شانزدهم مجلس نمایندگان است.
او با پشتیبانی حزب پیوند ملی افغانستان، یگانه حزب سیاسی اسماعیلیان در افغانستان، به شورای ملی راه پیدا کرد و اسماعیلیان در افغانستان توانستند همزمان ۴ تن را به مجلس نماینده‌گان افغانستان بفرستند.

## زندگی‌نامه
رمضان جمعه‌زاده زاده ۱۳۵۷ از ولسوالی شیبر، ولایت بامیان می‌باشد. تحصیلات متوسطه خود را در لیسه پلخمری ولایت بغلان به اتمام رسانید و وارد دانشکده طب دانشگاه بلخ شد. وی در زمان حکومت طالبان به پاکستان مهاجرت کرد و تحصیلات خود را در دوره‌های آموزشی تجارت و تکنولوژی معلوماتی به پایان رسانید.

## دیگر فعالیت‌ها
دیگر فعالیت‌های او:
- معاون برنامه بازسازی افغانها وابسته به کونسل منطقه‌ای آغاخان در پاکستان(۱۳۷۸–۱۳۸۰)
- رئیس بورد اقتصادی کونسل ملی آغاخان برای افغانستان (۱۳۸۱ – ۱۳۸۴)
- پروگرام دایرکتر مرکز برای متشبسینی خصوصی بین‌المللی وابسته به اتاقهای تجارت آمریکا (۱۳۸۴ – ۱۳۸۷)
- کارشناس مسائل اقتصادی کمونکس اینترنشنال بخش USAID (۱۳۸۷ – ۱۳۸۸)
- عضو هیئت مدیره فوکس افغانستان (۱۳۸۶ – ۱۳۸۸)
- عضو حزب پیوند ملی افغانستان (۱۳۸۷ – ۱۴۰۳)